# Ariel Suárez
Ariel Suárez (ur. 24 lutego 1980 r. w San Fernando) – argentyński wioślarz.

## Osiągnięcia
- Mistrzostwa Świata – Gifu 2005 – jedynka – 11. miejsce[1].
- Mistrzostwa Świata – Monachium 2007 – czwórka podwójna – 13. miejsce[1].
- Mistrzostwa Świata – Poznań 2009 – jedynka – 11. miejsce[1].